# Horst Schönau
Horst Schönau   (Waltershausen, 2 d'abril de 1949) és un pilot de bob alemany, ja retirat, que va competir sota bandera de la República Democràtica Alemanya durant les dècades de 1970 i 1980.
El 1976 va prendre part en els Jocs Olímpics d'Hivern d'Innsbruck, on va disputar les dues proves del programa de bob. Fou quart en la prova del bobs a quatre i setè en la del bobs a dos. Quatre anys més tard, als Jocs de Lake Placid, guanyà la medalla de bronze en la prova de bobs a quatre del programa de bob. Formà equip amb Roland Wetzig, Andreas Kirchner i Detlef Richter.
En el seu palmarès també destaquen una medalla d'or, una de plata i una de bronze al Campionat del món de bob, així com un or, dues plates i dos bronzes al Campionat d'Europa de bob.